# Корейцы на Украине
Корейцы на Украине (укр. Корейці в Україні) — национальное меньшинство, представленное выходцами из Дальнего Востока СССР, которые были ранее депортированы в 1930-х годах преимущественно в Среднюю Азию и Казахстан. Большинство украинских корейцев проживают в южных регионах, больше всего — в Крыму и Николаевской области.

## История
Первые корейцы появились на Украине в начале XX века. Массовое заселение началось в 1950—1960-х годах в Николаевскую, Херсонскую области и в Крым, где корейцы арендовали землю под бахчеводство и для выращивания лука. В городах Украины корейцы начали появляться во времена «хрущёвской оттепели». Это были в основном выпускники высших учебных заведений. И сегодня корейская диаспора на Украине характеризуется высоким образовательно-культурным уровнем: около 80 % граждан Украины корейского происхождения имеют высшее образование).
До начала 1990-х годов не существовало, как и во всём СССР, никаких национально-культурных обществ национальных меньшинств, и только в 1992 году была создана «Ассоциация Корейцев Украины». Сегодня в 27 городах Украины действуют региональные ассоциации. По неофициальным данным, сегодня на Украине проживает около 50 000 корейцев. Большинство корейцев попали на Украину из Узбекистана, Казахстана и Дальнего Востока. Необходимо отметить, что украинские корейцы, несмотря на свою малочисленность, активно включились в общественно-политическую и национально-культурную жизнь независимой Украины. Начиная с 1992 года во многих городах и, в первую очередь, в Киеве были открыты воскресные школы по обучению корейскому языку, национальные ансамбли, культурные центры.
В 1995 году впервые на Украине при Киевском Национальном лингвистическом университете было открыто корейское отделение, где начали готовить специалистов филологов-переводчиков корейского языка. В 1996 году было открыто корейское отделение при Киевском национальном университете им. Тараса Шевченко, организована корейская группа при гимназии восточных языков в Киеве. В 1998 году корейский язык начали изучать в Международном университете лингвистики и права. В городе Харькове при культурном центре «Чосон» впервые в Украине организована специализированная школа с углубленным изучением корейского языка и литературы «Дьонсури». На высоком уровне функционируют воскресные школы в Киеве, Харькове, Днепре, Херсоне и др.

## Численность этнических корейцев на Украине, согласно переписям населения
| Год  | Численность |
| ---- | ----------- |
| 1926 | 104         |
| 1939 | 845         |
| 1959 | 1 341       |
| 1970 | 4 480       |
| 1989 | 8 669       |
| 2001 | 12 771      |

## По регионам
Согласно данным переписи населения 2001 года':
| Регион                    | Численность |
| ------------------------- | ----------- |
| АР Крым                   | 2 877       |
| Николаевская область      | 1 751       |
| Днепропетровская область  | 1 446       |
| Херсонская область        | 1 253       |
| Донецкая область          | 1 124       |
| Запорожская область       | 931         |
| Одесская область          | 773         |
| Луганская область         | 482         |
| Харьковская область       | 394         |
| г. Киев                   | 384         |
| Кировоградская область    | 271         |
| Полтавская область        | 216         |
| Черкасская область        | 151         |
| г. Севастополь            | 150         |
| Киевская область          | 109         |
| Житомирская область       | 46          |
| Львовская область         | 45          |
| Винницкая область         | 43          |
| Хмельницкая область       | 41          |
| Закарпатская область      | 40          |
| Сумская область           | 35          |
| Тернопольская область     | 33          |
| Черновицкая область       | 33          |
| Черниговская область      | 26          |
| Ивано-Франковская область | 21          |
| Волынская область         | 18          |
| Ровненская область        | 18          |
| Украина                   | 12 771      |

## Родной язык
Согласно данным переписи населения 2001 года:
- Русский — 9 662 (76 %)
- Корейский — 2 223 (17,5 %)
- Украинский — 700 (5,5 %)
- Другой — 96 (0,8 %)